# Park Se-ra
Park Se-ra (10 marzo 1983) è una schermitrice sudcoreana.

## Palmarès
In carriera ha conseguito i seguenti risultati:
- Mondiali di scherma

Parigi 2010: bronzo nella spada a squadre.